# Gustavo Alziary di Malaussena
Gustavo Alziary di Malaussena (Nizza, 1833 – Battaglia di Lissa, 20 luglio 1866) è stato un militare italiano che prestò servizio nella Regia Marina durante la terza guerra di indipendenza.
Figlio del conte Clemente Rossi Tonduti di Peglione, entrò giovanissimo nella Real Scuola di Marina in Genova e ne uscì guardiamarina nel 1850.
Tenente di vascello nel 1859, partecipò alla campagna dei franco-sardi nell'Adriatico. Nel 1860 per il coraggio dimostrato al bombardamento della città di Ancona, si guadagna la medaglia d'argento al Valor Militare.
Fu prescelto dal re Vittorio Emanuele II per la carica di Ufficiale di Ordinanza del giovane Oddone di Savoia.
Allo scoppio della guerra del 1866, il Malaussena venne promosso capitano di fregata e nominato comandante in seconda della nave ammiraglia Re d'Italia. Nella tragica giornata di Lissa successe al comando al Faà di Bruno qualche istante prima che la nave affondasse, restando immobile sul ponte, morì vittima del dovere.
A guerra finita gli fu concessa una seconda medaglia d'argento al valore ed in suo onore venne imposto il nome di Malaussena a una piccola nave della Regia Marina.